# Florence Alice Lubega
Florence Alice Lubega, född 1917, död 2021, var en ugandisk politiker.
Hon blev den första kvinnliga eleven vid Makerere College School, och tog 1946 examen från Oxford University. Hon återvände sedan till Uganda som professor i engelska vid Makerere University. Hon gifte sig med finansminister Saulo Lubega. 
Hon blev 1957 ledamot i Uganda Legislative Council (LEGCO) och 1962 den första kvinnliga ledamoten i Ugandas parlament efter självständigheten. Hon blev den första kvinnliga ministern i egenskap av vice arbetsminister 1966.